# Сап-Кюёль (река)
Сап-Кюёль — река в Нерюнгринском улусе Якутии, правый приток Унгры. Устье находится в 42 км по правому берегу Унгры. Длина реки — 53 км.
Впадает река Дьэс (Дёс), слева — ручей Тихий.
Исток реки служит границей охотничных угодий РКОМН «Сарданга».
У впадения ручья Тихий в Сап-Кюёль проходит граница ресурсного резервата республиканского значения «Унгра» в Нерюнгринском улусе. Возле реки Институт биологических проблем криолитозоны СО РАН в рамках проекта «Животное население приарктической и континентальной Якутии: видовое разнообразие, популяции и сообщества» исследует птиц, в частности рябчиков.